# Astragalus cuscutae
Astragalus cuscutae — вид квіткових рослин з родини бобових (Fabaceae). Ареал охоплює такі країни: Азербайджан (Губа та Гобустан).

## Середовище
Росте на сухих глинистих та галькових схилах у середньогірському поясі. Головна загроза — надмірне випасання худоби.